# Halles centrales (Limoges)

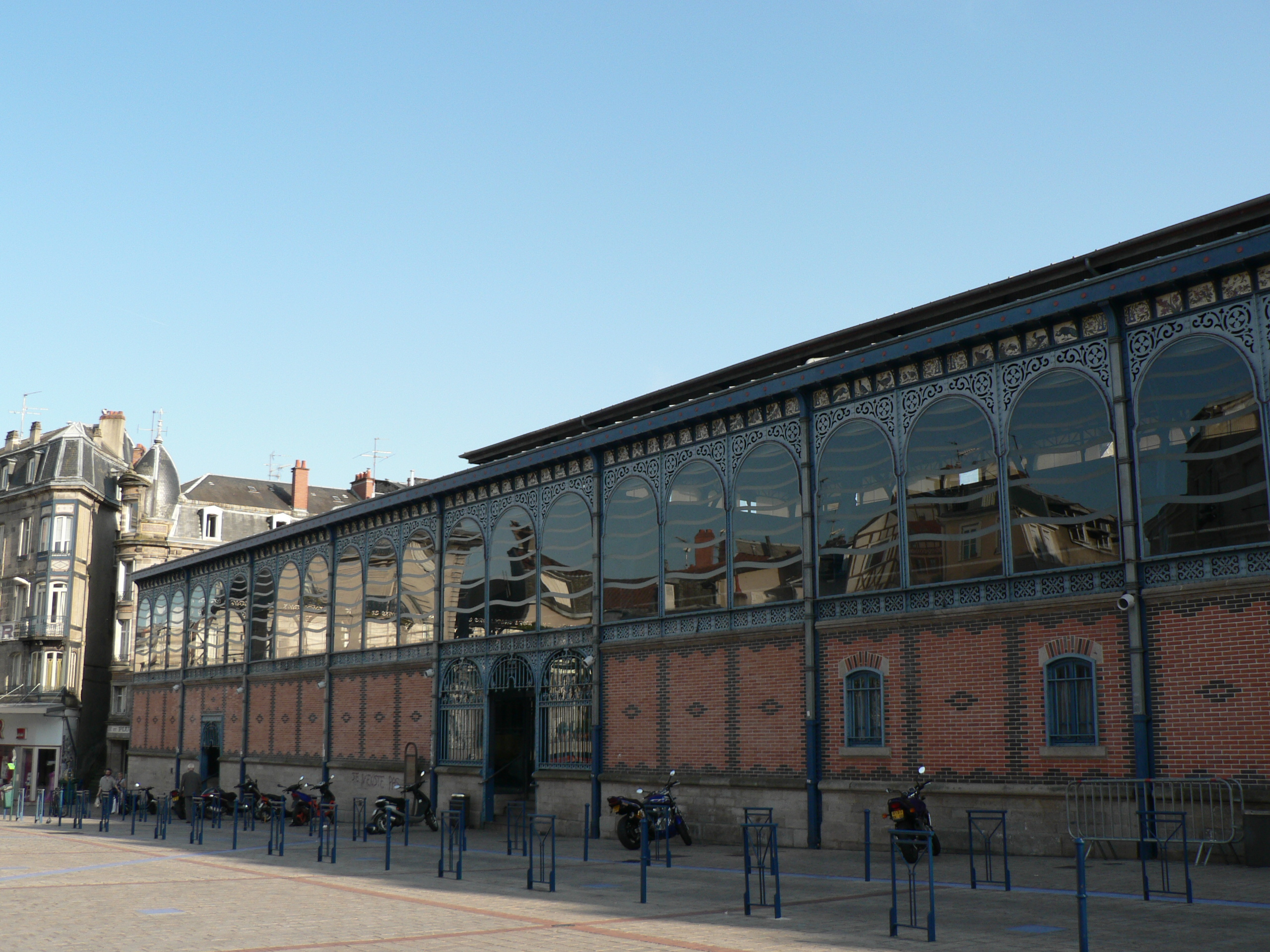
Markthalle in Limoges

Die Halles centrales (Zentrale Markthallen) sind eine Markthalle an der Place de la Motte in der französischen Stadt Limoges. Sie wurden von 1885 bis 1889 errichtet. Seit 1976 stehen sie als Monument historique auf der Liste der Baudenkmäler in Frankreich.

## Beschreibung
Die Markthalle, die ursprünglich von Gustave Eiffel erbaut werden sollte, wurde nach den Plänen der Architekten Pesce und Lévesque errichtet. Das rechteckige Gebäude besteht aus einem Untergeschoss aus Werkstein und einem Obergeschoss aus einer sichtbaren Stahlkonstruktion mit Ziegelmauern. Der obere Teil und das Dach bestehen aus großen Glasflächen. Die Bögen der Stahlkonstruktion sind mit floralen Motiven geschmückt. Unterhalb des Dachansatzes verläuft rundum ein Fries aus 368 Keramikkacheln, die Blumen, Vögel und Produkte, die in der Markthalle verkauft werden, darstellen. An allen vier Seiten befinden sich schmiedeeiserne Portale, die ebenfalls reich geschmückt sind.